# 15702 Olegkotov
15702 Olegkotov eller 1987 RN3 är en asteroid i huvudbältet som upptäcktes den 2 september 1987 av den ryska astronomen Ljudmila Tjernych vid Krims astrofysiska observatorium på Krim. Den är uppkallad efter den ryske kosmonauten Oleg Kotov.
Asteroiden har en diameter på ungefär 8 kilometer.